# زره قفسی

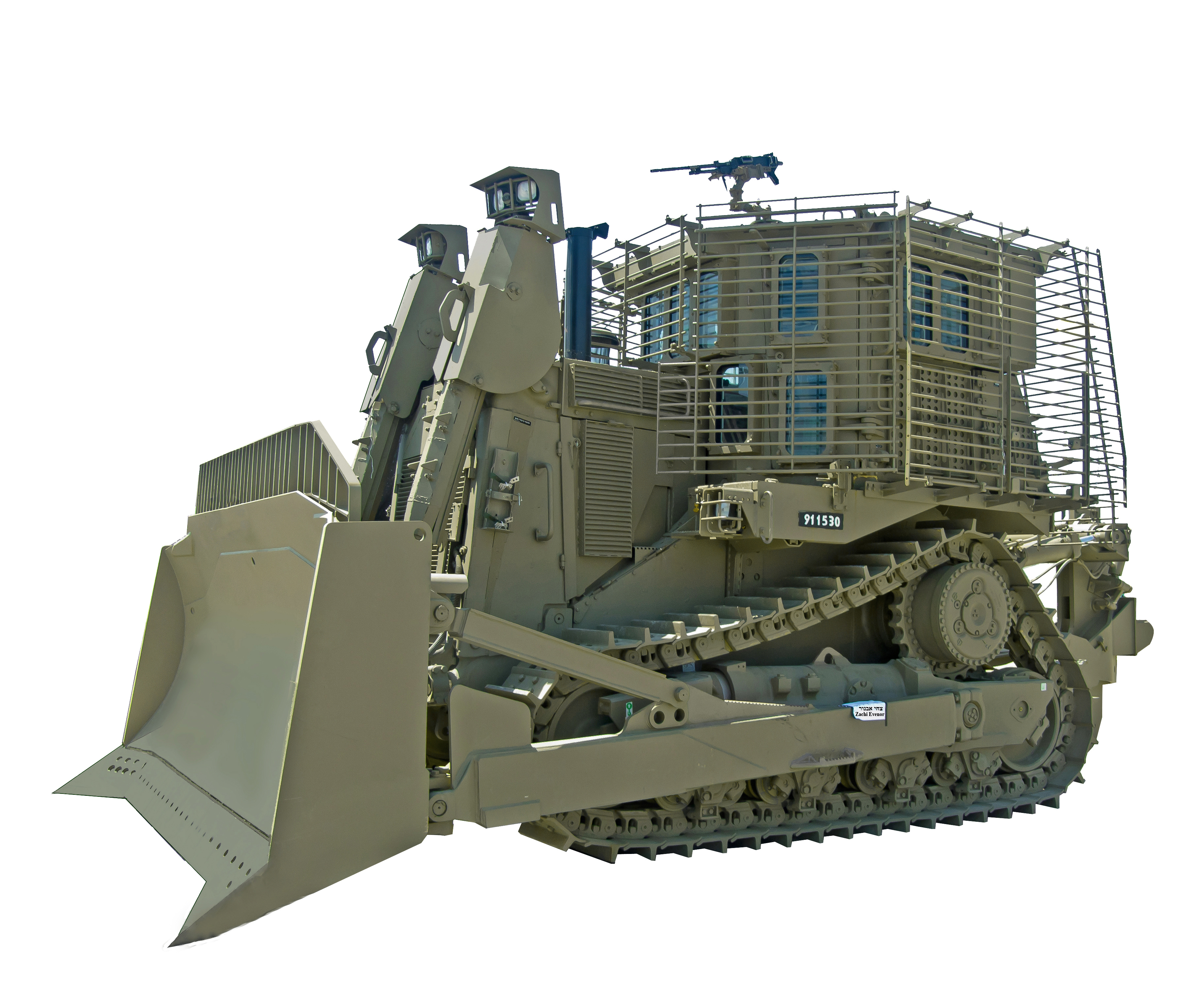
زره قفسی بولدوزر زرهی دی-۹ ارتش اسرائیل در مقابل گلوله‌های آرپی‌جی و موشک‌های مالیوتکا مقاوم است

زره قفسی نوعی زره خودرو است که برای مقاومت در مقابل حملات آرپی‌جی طراحی شده‌است. این نوع زره از میله‌های باریک و محکم فلزی تشکیل می‌شود که گرداگرد بخش‌های مهم خودرو نصب می‌شوند و جلوی کارکرد صحیح مهمات انفجار خلاء را که در راکت‌های آرپی‌جی استفاده می‌شود می‌گیرند. این نوع زره در مقابل موشک‌های ضدزره هم مؤثر است اما نمی‌تواند حفاظت کاملی را برای خودرو در مقابل این نوع موشک‌ها به ارمغان بیاورد.

## نگارخانه

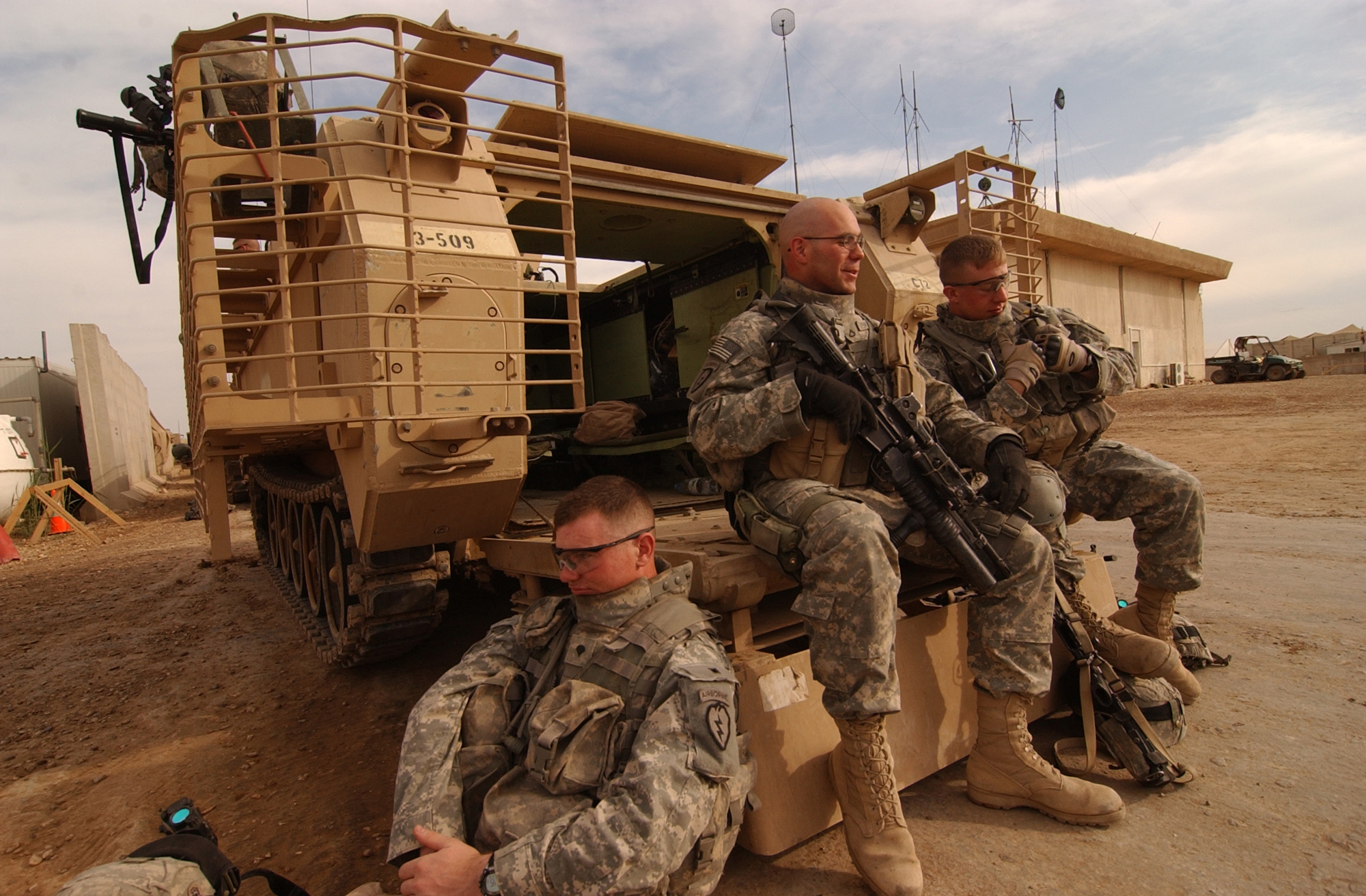
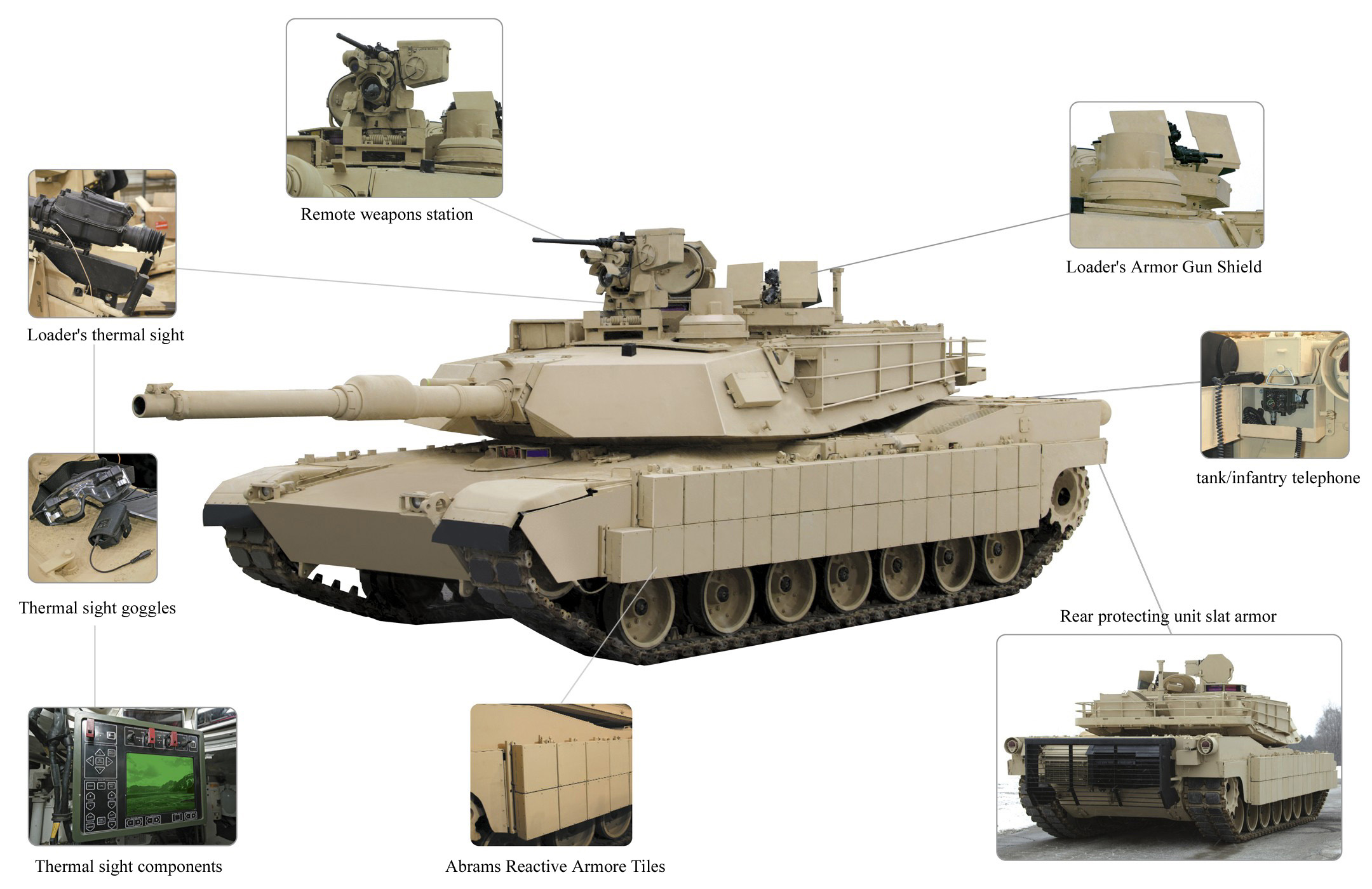
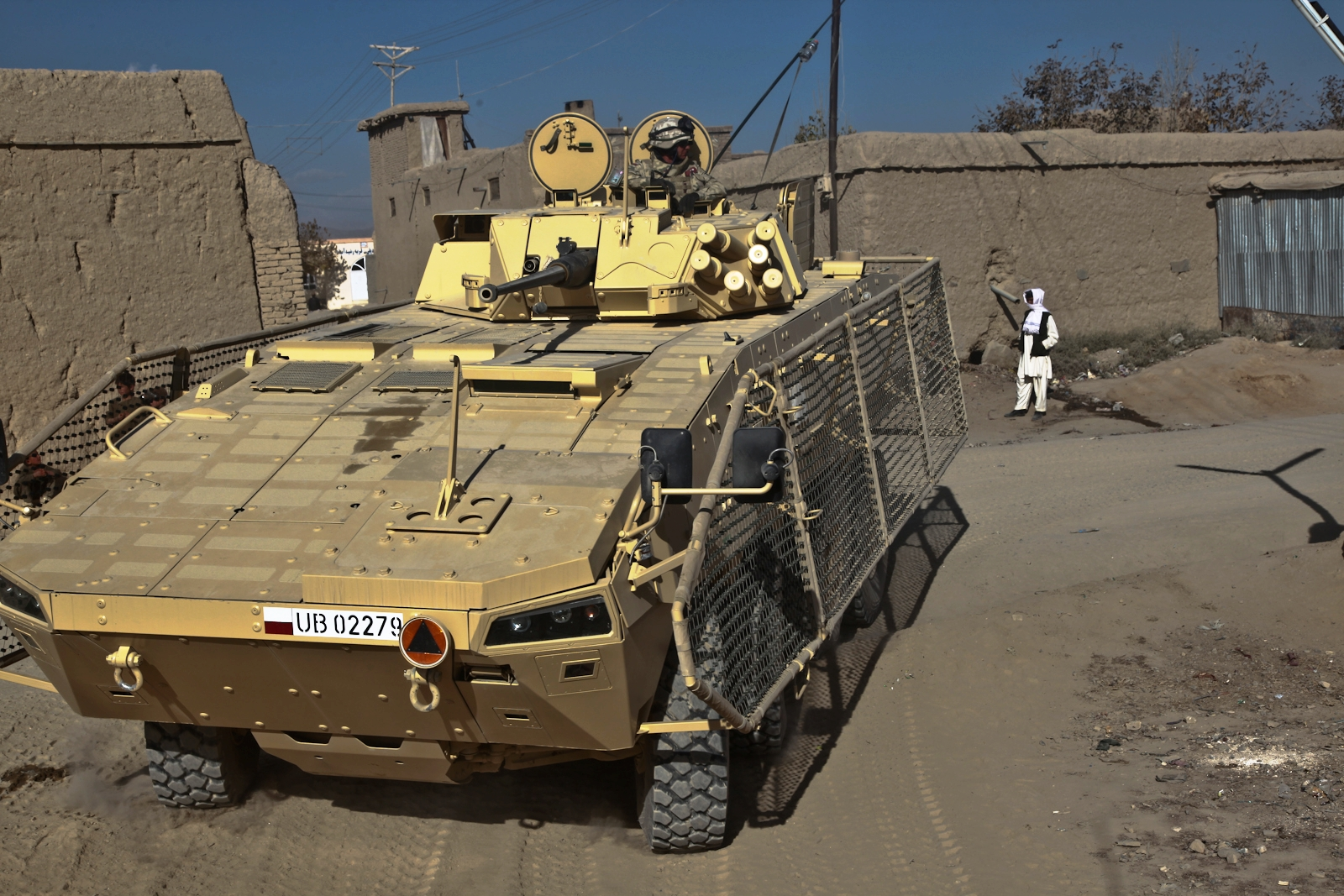
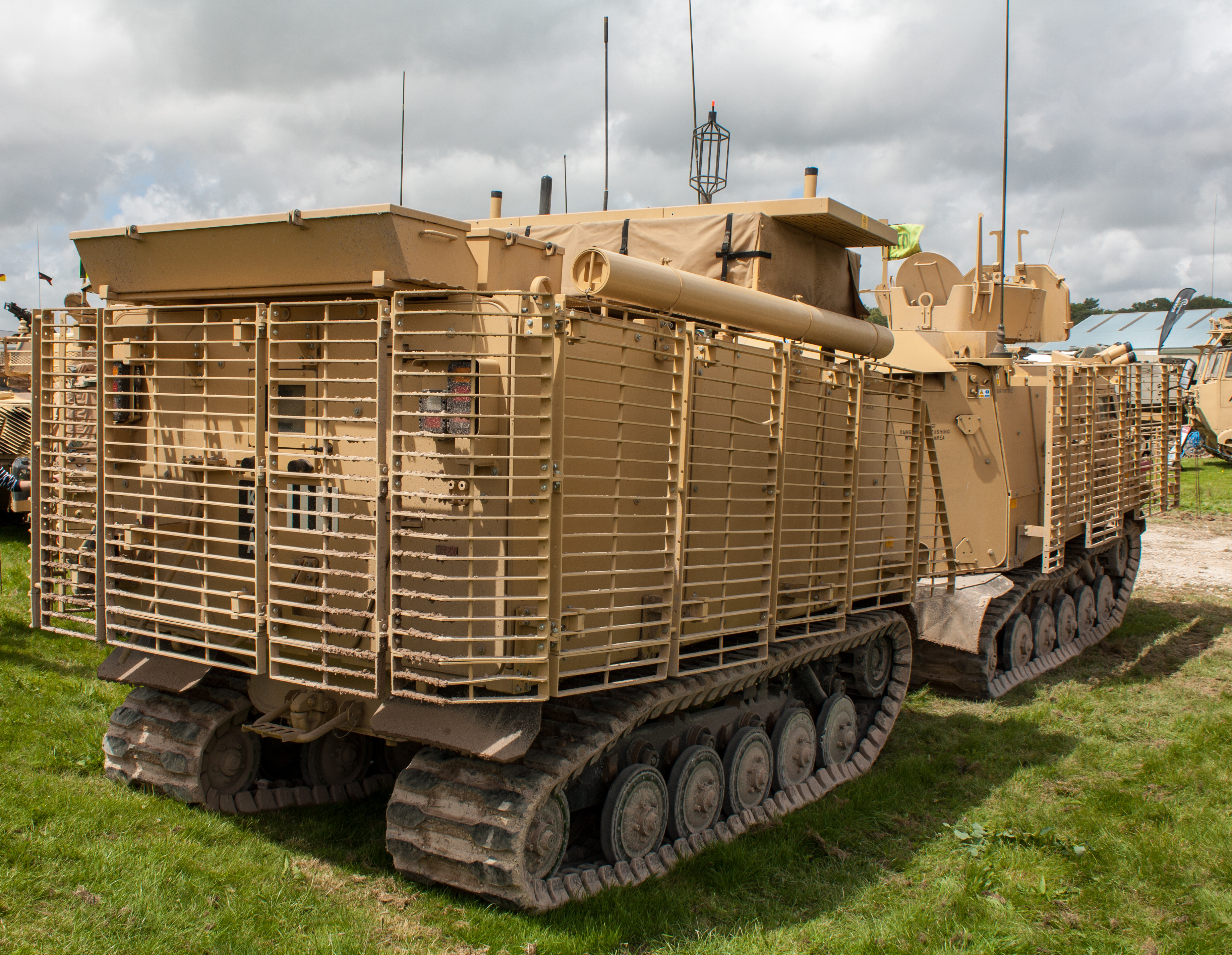
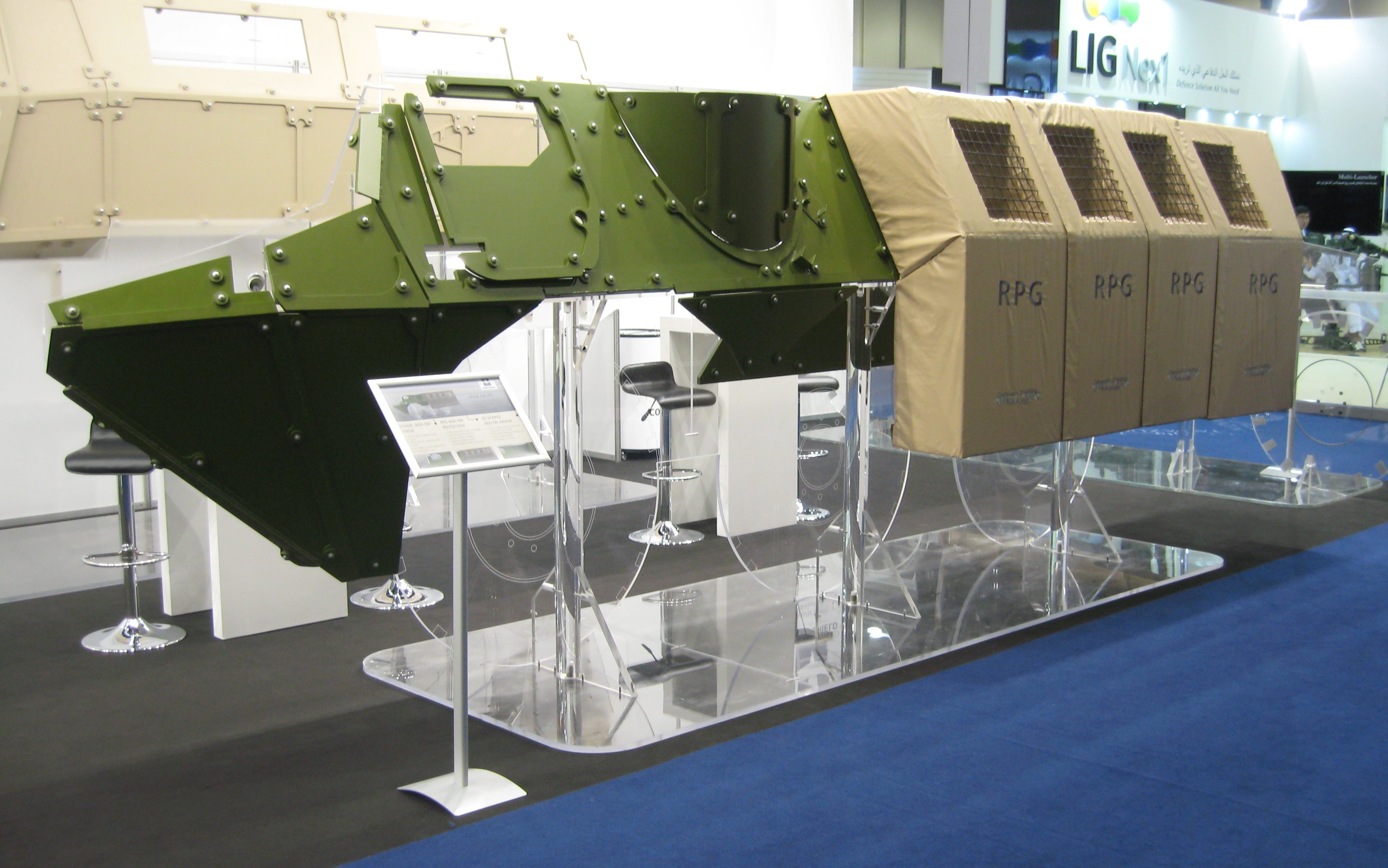